# Kościół Najświętszej Maryi Panny Wniebowziętej w Przeczycy
Kościół Najświętszej Maryi Panny Wniebowziętej – rzymskokatolicki kościół parafialny, znajdujący się w Przeczycy.

## Historia
Pierwszy kościół parafialny w Przeczycy, pod wezwaniem św. Michała, zbudowany z drewna, został spalony w 1657 r. przez wojska Jerzego Rakoczego. W 1687 r. wzniesiono następną, także drewnianą świątynię.
Obecny kościół został wybudowany według projektu Stanisława Majerskiego, w latach 1904–1906. Nad pracami czuwał budowniczy z Pilzna, o nazwisku Ryba. Świątynia została poświęcona w 1908 r. przez ks. Jakuba Federkiewicza lub bpa Karola Fischera.
Jesienią 1944 r. Niemcy wysadzili wieżę kościoła, odbudowano ją w 1968 r.

## Architektura
Trzynawowa świątynia została wzniesiona w stylu neogotyckim, z cegły. Przy zamkniętym trójbocznie prezbiterium znajduje się poprzedzona przedsionkiem zakrystia oraz skarbczyk. Elewację północną wieńczy czterokondygnacyjna wieża, nakryta ostrosłupowym dachem hełmowym, z kruchtą w przyziemiu. Nawy boczne zostały zaakcentowane szczytami.
Elewacje opięte skarpami, zwieńczone gzymsem. Cokół budynku jest lekko wysunięty, oblicowany piaskowcem.
Wewnątrz sklepienia krzyżowo-żebrowe oraz chór muzyczny, wsparty na czterech filarach. Polichromia została wykonana w 1930 r., według projektu Juliusza Makarewicza, witraże pochodzą z lat 1914–1918.
Dachy budynku kryte blachą, korpus budowli, kruchty oraz szczyty naw przykryto dachami dwuspadowymi, nawy boczne, składzik i zakrystię dachami pulpitowymi, a prezbiterium – dachem wielospadowym. Na kalenicy umieszczono sygnaturkę.

## Wyposażenie

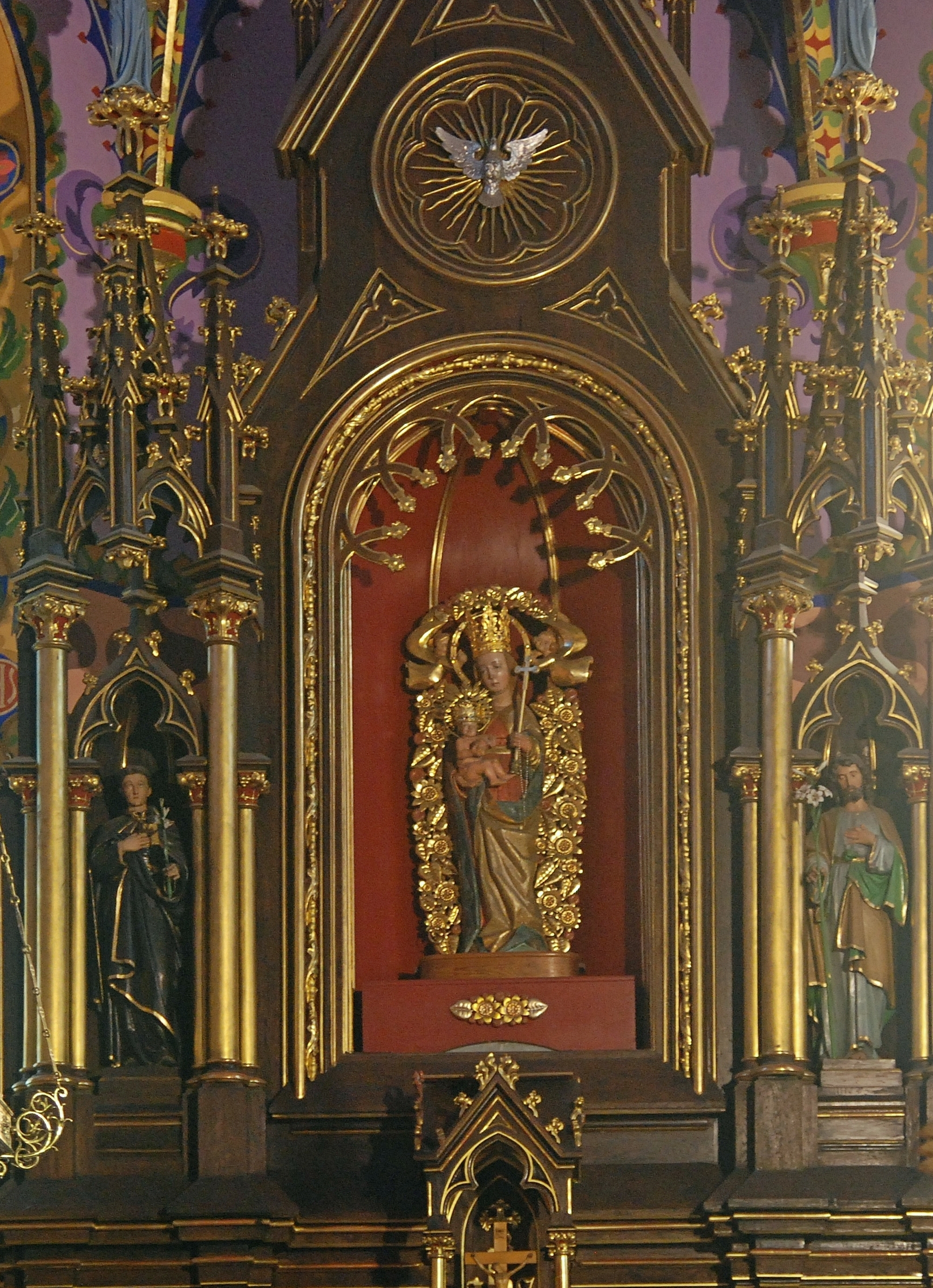
Rzeźba Matki Bożej z Dzieciątkiem z końca XV w.

W kościele znajdują się trzy ołtarze. W neogotyckim ołtarzu głównym z 1913 r. umieszczono obraz Archanioła Michała, rzeźby świętych: Antoniego i Józefa oraz koronowaną w 1974 r., gotycko-renesansową figurę Matki Bożej z końca XV w. Jeden z ołtarzy bocznych, z rzeźbą Jezusa na Krzyżu oraz obrazem Dobrego Pasterza, pochodzi z 1775 r., został przeniesiony ze starego kościoła; drugi natomiast powstał w 1912 r., według projektu Stanisława Majerskiego.
Ponadto w kościele znajdują się: późnobarokowy krucyfiks, krzyże procesyjne z XVIII w., rzeźba Chrystusa Zmartwychwstałego z początku XVIII w., feretron rzeźbiarski z początku XX w. oraz dzwon z 1504 r.